# بالا کامارا
بالا کامارا (انگلیسی: Balla Camara؛ زادهٔ ۷ ژوئیهٔ ۱۹۸۸) بازیکن فوتبال اهل گینه است.
وی همچنین در تیم ملی فوتبال گینه بازی کرده است.